# Friedemann Vogel (Tänzer)
Friedemann Vogel (* 1. August 1979 in Stuttgart) ist ein deutscher Tänzer. Er ist Erster Solist des Stuttgarter Balletts, Kammertänzer des Landes Baden-Württemberg und tritt regelmäßig bei internationalen Tanzgalas auf und ist Gasttänzer bei zahlreichen Ballettcompagnien (unter anderem La Scala in Mailand, Staatsballett Berlin, National Ballet of China, Marinsky Theater in St. Petersburg, Bolschoi-Ballett in Moskau).

## Ausbildung
Vogel wurde in Stuttgart geboren und wuchs zusammen mit vier älteren Brüdern in Dettenhausen auf. Neben Friedemann selbst tanzte bereits der Bruder Roland Vogel beim Stuttgarter Ballett, zwei Brüder wurden Orchestermusiker und Florian Vogel wurde Schauspieldramaturg. Friedemann Vogel absolvierte zunächst eine Ballettausbildung an der John Cranko Schule und kam später als Stipendiat des John-Gilpin-Fonds zu Marika Besobrasova an die Académie de Danse Classique Princes Grace in Monte Carlo, wo er seine Tanzausbildung abschloss.
Beim renommierten Ballettwettbewerb Prix de Lausanne gewann er 1997, beim Prix de Luxembourg und bei der Eurocity Competition desselben Jahres erhielt er jeweils eine Junior-Goldmedaille. Im darauffolgenden Jahr gewann er eine weitere Bronzemedaille beim internationalen Ballettwettbewerb in Jackson, USA.

## Karriere
In der Spielzeit 1998/99 wurde Friedemann Vogel Mitglied des Corps de ballet des Stuttgarter Balletts. Kurze Zeit später, zu Beginn der Spielzeit 2000/1, wurde er zum Halbsolisten befördert, nur ein Jahr später, zur Spielzeit 2001/02, zum Solisten. Bereits im Juni 2002 wurde er aufgrund seiner Leistungen zum Ersten Solisten ernannt.
Im selben Jahr gewann er den renommierten Erik Bruhn Preis in Toronto mit dem Pas de deux In the Middle, Somewhat Elevated von William Forsythe und dem Pas de deux aus dem zweiten Akt von Giselle.
Anerkennung erhielt Vogel zunehmend auch von deutschen Kritikern: Neben drei Nennungen in der Kritikerumfrage der Zeitschrift ballettanz im Jahr 2005 folgte eine Nominierung in der Kategorie Bester Tänzer im Jahr 2009. 2010 wählte ihn schließlich die Fachzeitschrift tanz zum Tänzer des Jahres. Im Juni 2012 erhielt er den Danza&Danza-Award als bester Tänzer, im September desselben Jahres wurde er mit dem „Positano Premio la Danza - Leonide Massine“ als bester internationaler Tänzer ausgezeichnet. Das Land Baden-Württemberg ernannte Vogel im September 2015 zum Kammertänzer, womit ihm die höchstmögliche Ehre als Tänzer zuteilwurde. 2016 gewann er den Prix Maya, im Mai 2020 wurde er beim Deutschen Tanzpreis als Herausragender Künstler ausgezeichnet. Ein Jahr später wurde er vom Internationalen Theaterinstitut (unter der Schirmherrschaft der UNESCO) ausgewählt ein Grußwort zum Internationalen Tag des Tanzes zu verfassen. Im Jahr 2022 wurde Vogel in die Jury des Prix de Lausanne berufen, dem Wettbewerb, den er 25 Jahre zuvor selbst gewonnen hatte.
Während der COVID-Pandemie rief Vogel im Jahr 2020 die Benefizaktion Physical Conversation ins Leben. Insgesamt 300 Sammelboxen, die er gemeinsam mit dem Fotografen Oliver Kröning produzierte, waren innerhalb von vier Tagen ausverkauft. Der Erlös von rund 10.000 Euro ging an die Olgäle-Stiftung des Olgahospitals, die kranke Kinder unterstützt. Ebenfalls im Rahmen der COVID-Pandemie trat Vogel in einer virtuellen Ballett-Improvisation auf, die er gemeinsam mit dem Choreographen Sébastien Bertraud initiierte. Unter der Schirmherrschaft der Modemarke Dior richtete sich die Initiative mit dem Titel Dior & Dance an Tänzerinnen und Tänzer, die während der Pandemie nicht ihrem regulären Training nachgehen konnten, und sollte sie ermutigen, ihr Training zu Hause fortzusetzen. Das Projekt wurde von Kritikern und Tänzern gleichermaßen gelobt.
Ebenfalls im Zusammenhang mit der Pandemie stand Friedemann Vogels choreografisches Debüt Not in my hands im Jahr 2021. In Zusammenarbeit mit dem ehemaligen Solisten des Stuttgarter Balletts und bildenden Künstler, Thomas Lempertz, und zu Mozarts Requiem versuchte Vogel, die Auswirkungen der Pandemie auf die darstellenden Künste zu veranschaulichen. Für die Festveranstaltung Écorché! Anatomie des Tanzes des Sonderforschungsbereichs 1391 Andere Ästhetik im März 2024 kreierte Vogel eigens für diesen Anlass eine Tanzperformance und nahm anschließend im Rahmen der Veranstaltung an einer Podiumsdiskussion teil. Im Kleist Forum wurde im Frühjahr desselben Jahres seine Produktion Die Seele am Faden nach Heinrich Kleists Erzählung Über das Marionettentheater uraufgeführt.
Die Dokumentation Friedemann Vogel – Verkörperung des Tanzes befasst sich mit Vogels Leben. Sie wurde vom SWR produziert und am 10. April 2020 dort ausgestrahlt, in der Mediathek war sie bis Februar 2023 verfügbar. In der Co-Produktion von ZDF und Arte Dance on! ist er einer von vier porträtierten Tänzern. Die Erstausstrahlung war am 20. November 2022 auf Arte, in der Mediathek ist die Dokumentation noch verfügbar.
Friedemann Vogel gilt auch bei Kritik und Publikum im internationalen Kontext als herausragender Tänzer. Der British Theatre Guide und Debra Craine von The Times hoben Vogels Darstellung in Tristesse hervor. Ebenso wurde seine Darstellung in Marguerite et Armand bei einem Gastspiel in New York gelobt. Vogels Darstellung des Des Grieux in Kenneth MacMillians Manon (zusammen mit Eleonora Abbagnato beim Ballet di Roma) wurde von Presse und Kritikern gleichermaßen gefeiert. Vogel hat in seiner Karriere auf über 40 Bühnen in 24 Ländern getanzt. Nicht zuletzt genießt Vogel in Asien, insbesondere in Japan, einen besonderen Ruf. So wurde ihm beim 15. World Ballet Festival in Japan die Ehre zuteil, als einziger von 40 eingeladenen Ballettstars ein Fernsehinterview zu geben. Zudem wurde Vogel in einer Publikumsumfrage des Dance Magazine Japan 2019 zu einem der beliebtesten Tänzer gewählt.

## Rollen und Repertoire
Vogels Repertoire umfasst eine große Bandbreite klassischer und zeitgenössischer Stücke. Zahlreiche Choreographen haben besondere Rollen für ihn kreiert, beim Stuttgarter Ballett, aber auch darüber hinaus.
| Stück                                | Choreograph                                   | Rolle                               |
| ------------------------------------ | --------------------------------------------- | ----------------------------------- |
| 5 Tangos                             | Hans van Manen                                |                                     |
| Afternoon of a Faun                  | Jerome Robbins                                | Hauptrolle                          |
| Apollo                               | George Balanchine                             | Apollo                              |
| Auszug aus: Spuren                   | John Cranko                                   | Die Gegenwart                       |
| Ballet Imperial                      | George Balanchine                             | Hauptrolle                          |
| Bella Figura                         | Jiří Kylián                                   | Pas de deux                         |
| Boléro                               | Maurice Béjart                                | männliche Hauptrolle                |
| Brouillards                          | John Cranko                                   |                                     |
| Dances at a Gathering                | Jerome Robbins                                | Rolle in Grün                       |
| Das Lied von der Erde                | Kenneth MacMillan                             | Der Ewige                           |
| Das siebte Blau                      | Christian Spuck                               |                                     |
| Der Feuervogel                       | Uwe Scholz                                    |                                     |
| Der widerspenstigen Zähmung          | John Cranko                                   |                                     |
| Diamonds                             | George Balanchine                             | Hauptrolle                          |
| Die Kameliendame                     | John Neumeier                                 | Armand Duval und Graf N.            |
| Die Vier Temperamente                | George Balanchine                             | Sanguinisch                         |
| Dornröschen                          | Márcia Haydée nach Marius Petipa              | Prinz Desiré                        |
| dreamdeepdown                        | Kevin O’Day                                   |                                     |
| Edward II                            | David Bintley                                 | Edward II                           |
| Forgotten Land                       | Jiří Kylián                                   | Weiß                                |
| Fratres                              | John Neumeier                                 | Hauptrolle                          |
| Gaîté Parisienne                     | Maurice Béjart                                | Pas de deux Die Liebenden           |
| Giselle                              | Inszenierung: Reid Anderson, Valentina Savina | Herzog Albrecht                     |
| Grand Pas Classique                  | Daniel Auber                                  | Hauptrolle                          |
| Herman Schmerman                     | William Forsythe                              | Hauptrolle                          |
| In The Middle, Somewhat Elevated     | William Forsythe                              | Hauptrolle                          |
| Initialen R.M.B.E                    | John Cranko                                   | Solorolle in M.                     |
| Kaash                                | Akram Khan                                    | Hauptrolle                          |
| Kazimir's Colours                    | Mauro Bigonzetti                              | Solo                                |
| La Bayadère                          | Natalia Makarova nach Marius Petipa           | Solar                               |
| La fille mal gardée                  | Sir Frederick Ashton                          | Colas                               |
| La Sylphide                          | Peter Schaufuss nach August Bournonville      | James                               |
| Legende                              | John Cranko                                   | Hauptrolle                          |
| Les Sylphides                        | Michail Fokine                                | Poet                                |
| Manon                                | Kenneth MacMillan                             | Des Grieux                          |
| Marguerite und Armand                | Sir Frederick Ashton                          | Armand                              |
| Mayerling                            | Kenneth MacMillan                             | Kronprinz Rudolf                    |
| Nachtmerrie                          | Marco Goecke                                  | Hauptrolle                          |
| Now and then                         | John Neumeier                                 |                                     |
| One of a Kind                        | Jiri Kylian                                   |                                     |
| Onegin                               | John Cranko                                   | Onegin, Lenski                      |
| Poème de l'extase                    | John Cranko                                   | Hauptrolle des verliebten Jünglings |
| Raymonde 3. Akt                      | Rudolf Nureyev                                | Jean de Brienne                     |
| Requiem                              | Kenneth MacMillan                             | männliche Hauptrolle                |
| Ricercare                            | Glen Tetley                                   | Hauptrolle                          |
| Romeo und Julia                      | John Cranko, Kenneth MacMillan, Derek Deane   | Romeo                               |
| Schwanensee                          | John Cranko                                   | Prinz Siegfried                     |
| Siebte Sinfonie                      | Uwe Scholz                                    |                                     |
| Sinfonie in C                        | George Balanchine                             | Hauptrolle 1. und 2. Satz           |
| Slice to Sharp                       | Jorma Elo                                     | Hauptrolle                          |
| Songs of a wayfarer                  | Maurice Béjart                                | Nureyev                             |
| Stravinsky Violin Concerto           | George Balanchine                             | Hauptrolle                          |
| The Dream                            | Sir Frederick Ashton                          | Oberon                              |
| The Lady and the Fool                | John Cranko                                   | Moondog, Prinz                      |
| The Vertiginous Thrill of Exactitude | William Forsythe                              |                                     |
| Theme and Variations                 | George Balanchine                             | Hauptrolle                          |
| Vers un Pays Sage                    | Jean Christoph Maillot                        |                                     |
| Voluntaries                          | Glen Tetley                                   | Pas de trois                        |
| Was Bleibet                          | Alessandro Giaquinto                          | Hauptrolle                          |

Eigens für Vogel kreierte Rollen
| Stück                                                | Choreograph                        | Rolle                               |
| Adagio Assai                                         | Bridget Breiner                    |                                     |
| Aurora's Nap                                         | Johan Inger                        | Prinz Désiré                        |
| Cadavre Exquis                                       | Guillaume Côté                     | Hauptrolle                          |
| Carlotta's Portrait                                  | Christian Spuck                    | Hauptrolle                          |
| Coppélia beim Teatro alla Scala                      | Derek Deane                        | Franz                               |
| Der Feuervogel                                       | Sidi Larbi Cherkaoui               | Hauptrolle                          |
| Der Nussknacker                                      | Edward Clug                        | Der Nussknacker/Drosselmeiers Neffe |
| Dornröschen                                          | Derek Deane, Cyntia Harvey         | Prinz Desiré                        |
| EDEN/EDEN                                            | Wayne McGregor                     | männliche Hauptrolle                |
| Einssein                                             | Mauro Bigonzetti                   |                                     |
| Fancy Goods                                          | Marco Goecke                       | Hauptrolle                          |
| Giselle                                              | Irina Lukasova                     | Duke Albrecht                       |
| II Concertone                                        | Mauro Bigonzetti                   | Hauptrolle                          |
| Le petit rien                                        | Christian Spuck                    | Hauptrolle                          |
| Mona Lisa                                            | Itzik Galil                        | Hauptrolle                          |
| nocturne                                             | Christian Spuck                    | Hauptrolle                          |
| Not in my hands                                      | Friedemann Vogel & Thomas Lempertz | Solo                                |
| Orlando                                              | Marco Goecke                       | Hauptrolle                          |
| Raymonda beim Teatro alla Scala                      | Sergej Vikharev                    | Jean de Brienne                     |
| Source                                               | Edward Clug                        |                                     |
| still.nest                                           | Dominique Dumais                   | Hauptrolle                          |
| Strictly Gershwin                                    | Derek Deane                        | Hauptrolle                          |
| Taiyō to Tsuki                                       | Martin Schläpfer                   |                                     |
| The Chambers of a Heart                              | Itzik Galil                        | Hauptrolle                          |
| The Shaking Tent                                     | Marc Spradling                     | Hauptrolle                          |
| Tristesse für Kings of the Dance                     | Marcelo Gomes                      | Hauptrolle                          |
| Two Pieces of Matter against the Gravitational Force | Jean Christophe Blavier            | Hauptrolle                          |
| Was Bleibet                                          | Alessandro Giaquinto               | Hauptrolle                          |

## Auszeichnungen/Preise (Auswahl)
- 1997 Prix de Lausanne[18]
- 1997 Gold-Medaille beim Prix de Luxembourg
- 1998 USA International Ballet Competition
- 2002 Erik-Bruhn-Preis
- 2012 Danza&Danza-Award
- 2012 Auszeichnung mit dem „Positano Premio la Danza – Leonide Massine“ als bester internationaler Tänzer[19]
- 2015 Auszeichnung zum Kammertänzer des Landes Baden-Württemberg
- 2016 Prix Maya
- 2019 Tänzer des Jahres (Zeitschrift tanz)
- 2020 Herausragender Interpret im Rahmen des Deutschen Tanzpreises[20]
- 2024 John-Cranko-Preis[21]

## Film
- Friedemann Vogel – Verkörperung des Tanzes, Film von Katja Trautwein.[22][23]